# Addi
Addi ist ein männlicher  Vorname. Er tritt auch als männlicher oder weiblicher Spitzname oder Kosename auf.

## Herkunft und Bedeutung
Es bestehen verschiedene Möglichkeiten für die Herleitung des Namens Addi.
Bereits im Stammbaum Jesu taucht Addi Ἀδδί Addí als Vorname auf (Lk 3,28 ). Die genaue Herleitung ist nicht bekannt. Möglicherweise handelt es sich um eine griechische Variante des Namens Iddo, oder um eine alternative Schreibweise von Adi. Einige Forscher sehen im Vergleich des lukanischen Stammbaums mit dem in 1 Chr 3,17–19  Addi als Variante von Pedaja an.
Darüber hinaus existiert Addi als männliche Koseform von Namen, die das Element adal „edel“ (insbesondere Adolf) oder arn „Adler“, oder als weibliche Koseform zu Ada bzw. Adriana.

## Namensträger
- Addi Adametz (Adele Adametz; * 1921), deutsche Schauspielerin
- Addi Bischoff (Adolf Bischoff; * 1955), deutscher Mineraloge
- Addi Furler (Adolf Furler; 1933–2000), deutscher Sportjournalist
- Addi Hellwig (1922–1996), deutscher Musikproduzent
- Addi Jacobi (1936–2013), deutscher Journalist und Publizist
- Addi Münster (Musiker) (eigentlich Jost Münster; * 1935), deutscher Musiker und Fußballfunktionär
- Addi Schaurer (Adolf Schaurer; 1912–1990), deutscher Künstler